# Орден Лицарів-Тамплієрів Єрусалима
Орден Лицарів Тамплієрів Єрусалима, (лат. Ordo Supremus Militaris Templi Hierosolymitani, OSMTH) є неполітичною, неприбутковою організацією, зареєстрованою в Женеві, Швейцарія, за номером в Федеральному реєстрі CH-660.1.972999-4.
В даний час OSMTH є Міжнародною гуманітарною християнською організацією, до складу якої входить більше 5 000 Лицарів та Дам з 42 країн Християнського Світу, об’єднаних ідеями політичної та релігійної свободи, захисту прав людини, гуманітарної допомоги та благодійності. Зареєстрована у Швейцарії з реєстраційнім номером СН-660-1972999-4.
OSMTH акредитована в Організації Об'єднаних  Націй як неурядова організація зі Статусом Спеціального Консультанта. 

## Історія
Орден Храму є християнською екуменічною організацією, заснованою в 1804 році лейб-медиком Фабром Палапра (Bernard-Raymond Fabré-Palaprat 29.05.1773 - 18.02.1838) за підтримки імператора Наполеона I Бонапарта, і офіційно визнаний в 1853 році імператором Наполеоном III. Орден діє на основі традицій середньовічних лицарів-тамплієрів. Він відновлює традиції, але не стверджує, що є прямим нащадком давнього ордена, заснованого Хьюгом де Пайеном в 1118 році і закритим папою Климентом V в 1312 році.
У 1995 році більшість тамплієрів OSMTH (в основному представники Великого Пріорату Австрії, Франції, Італії, Фінляндії, Англії та Уельсу, Шотландії, НАТО і США) зібралися в австрійському місті Зальцбурзі і демократично прийняли кілька резолюцій по реформації Ордена. Одним з важливих рішень було відкликати визнання у Регента Ордена, Фернандо де Соуза Фонтес, перш за все, в зв'язку з порушеннями принципів регулярності. Ті небагато, хто відмовилися дотримуватися цих демократичних рішень в даний час відомі як OSMTH-Regency. З тих пір Орден розділився на дві гілки. Сучасний OSMTH є найбільшим і найкращим чином організованою спільнотою тамплієрів на сьогоднішній день.

## Діяльність в Україні
У 1999-2002 роках у Києві діяла легально заснована організація - "Орден лицарів тамплієрів", яка зареєстрована 2 червня 1999 року по вул. Китаєвській, 15, в дореволюційній будівлі православного монастиря.
Головою з 1999 року був підприємець Яблонський Олександр Володимирович (народився 23 січня 1963 року, родом з села Кульчини Красилівського району) - Великий Пріор Магістрату Храму Ордена Тамплієрів України, співавтор книги Віктора Владиленовича Смірнова "Воскресение тамплиеров. Опыт вероятностных интерпретаций" (Книга первая: «Чаша Грааля». Ростов-на Дону 2005).  
Яблонський вступив у конфлікт з представниками Київської митрополії УПЦ-МП під керівництвом його земляка - митрополита Володимира (Сабодана), тому що орієнтувався більше на УПЦ-КП та УГКЦ. Як результат, московський журнал РПЦ «Русский дом» помістив публікацію від 31 серпня 2000 року під назвою «Престол сатаны на территории известного православного монастыря». Фактично, саме ця стаття стала підбурюванням до того, що 14 грудня 2000 року монахи Китаєвського монастиря силою захопили орендоване орденом приміщення, при чому ціллю було саме забрання приміщення - на думку Яблонського. 
На початку 2001 року організацію Яблонського було через рішення суду позбалено прав на винаймання будинку при Китаєвській пустині м. Києва, де вони офіційно орендували у держави приміщення. 
4 листопада 2003 року за ініціативою Яблонського та керівництва тамплієрів в містечку Гуйва Житомирської області було засновано ГО "Інститут геральдики Мальтійського ордену", яку очолив мешканець м. Житомир Синицький Володимир Йосипович (він же у 2008 р. заснував і очолив Житомирський місцевий осередок Всеукраїнської громадської організації Асоціація соціальної підтримки і захисту співробітників спецслужб України "Співдружність"), а Яблонський став його заступником.
10 червня 2004 року Яблонський зареєстрував ГО "Дипломатична місія Екуменічного ордену святого Іоана Єрусалимського", заступником голови став Буймістер Михайло Олександрович (за сумісництвом - ФОП у місті Кам'янець-Подільський). Також з 10 червня 2004 року до свого зняття з реєстрації 2017 року легально існувала громадська організація "Дипломатична місія - магістрат Храму", бенефіціарами якої стали вже згаданий Яблонський Олександр Володимирович (керівник у 2004-2005 роках) та Миске Андрій Андрійович, після звільнення Яблонського у 2005 році новим головою став Шустер Григорій Миколайович, а місцем перебування магістрату стало місто Кам'янець-Подільський. 
У жовтні 2004 року в оренду для місії передано дві вежі Старої фортеці Кам'янця-Подільського. 15 листопада 2004 року з осудом цього рішення виступив місцевий православний єпископ Феодор (Гаюн). Через це реалізація даного рішення заморозилась, тим більше, що одну з веж займав обласний архів, до свого переведення у м. Хмельницький у 2004-2005 роках. На початку січня 2006 року орден Яблонського отримав у оренду дві вежі фортеці, але згодом, у 2007 році влада відмовила в оренді. Втім, ще у 2012 році Яблонський, який продовжував вважати себе єдиним лідером українських тамплієрів, надалі заявляв про свої претензії на будівлі Камянецької фортеці (Магістрату), як історичного центру українських тамплієрів. 
Серед цілей місії, вказувалися, серед іншого: "Восстановление исторической деятельности Каменецкого Магистрата; объединение результатов проведенных исследований истории по геральдике, генеалогии и археологии для реализации проектов Миссии Храма; учреждение благотворительных организаций и непосредственное участие в их работе; ведение издательской деятельности с целью предоставления общественности достоверной научно-исторической информации; осуществление научно-изобретательской деятельности с применением знаний в области эзотерики для осуществления проектов Миссии Храма и с целью поиска Святого Грааля". 
З часом ця місія перетворилася в окультно-езотеричну організацію, а громадсько-політична діяльність відійшла на другий план.
Але вже у 2007 році, за даними телепрограми "Подробности", орден Яблонського орендував для своїх церемоній напівзруйнований Середнянський замок на Закарпатті, домовившись відновити його разом з тамплієрами Угорщини. 
Новий, реорганізований підрозділ Міжнародної благодійної організації «Орден Лицарів Тамплієрів Єрусалима» було утворено в Україні в 2012 році.
А вже невдовзі, 9 серпня 2013 року при офісному приміщенні в Києві зареєстрована благодійна організація "Благодійний фонд ОЛТЄ (Ордену лицарів тамплієрів Єрусалиму)", головою став Сергієнко Микола Петрович (код у реєстрі ЄДРПОУ 38886382). Наступного, 2014 року Сергієнко очолив ще одну, громадську організацію під назвою "Орден лицарів тамплієрів Єрусалиму - пріорат України". 
При цьому продовжував заявляти про себе через власний інтернет-сайт ще один, "паралельний" пріор українських тамплієрів Олександр Яблонський, якого ряд експертів відносить до числа "неотамплієрів", і нині він характеризується, як самозванець. Яблонський вже у січні 2014 року через свою помічницю Тетяну Дяків з Хмельницького заявив, що відійшов від активної громадської діяльності, тому що створив свій власний окультно-містичний та езотеричний рух так званих "космічних тамплієрів" (Тempler vril). Ідеологія цього руху походить з Франції та Німеччини.